# 峰景軒

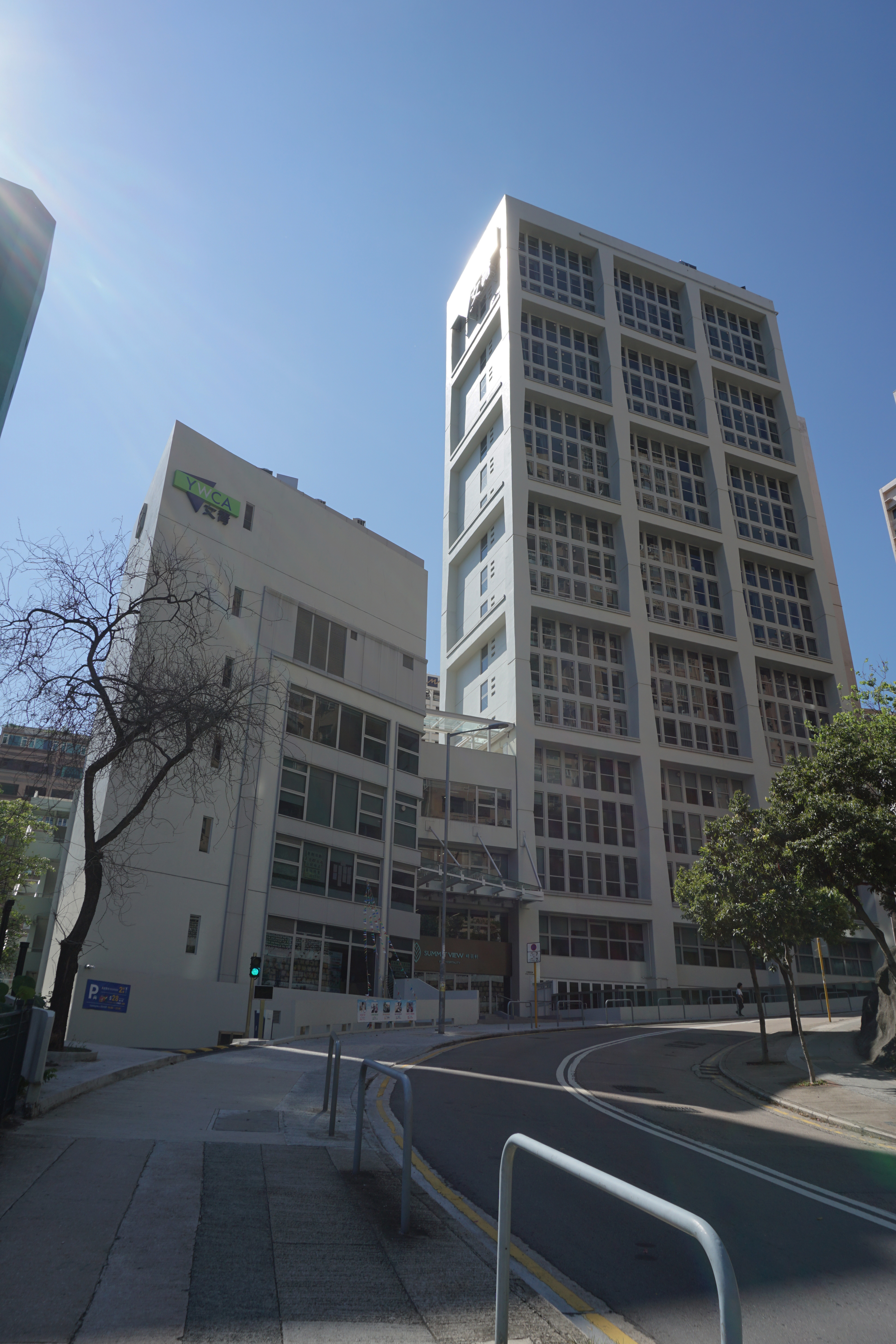
改建完成的峰景軒酒店東面及正門入口

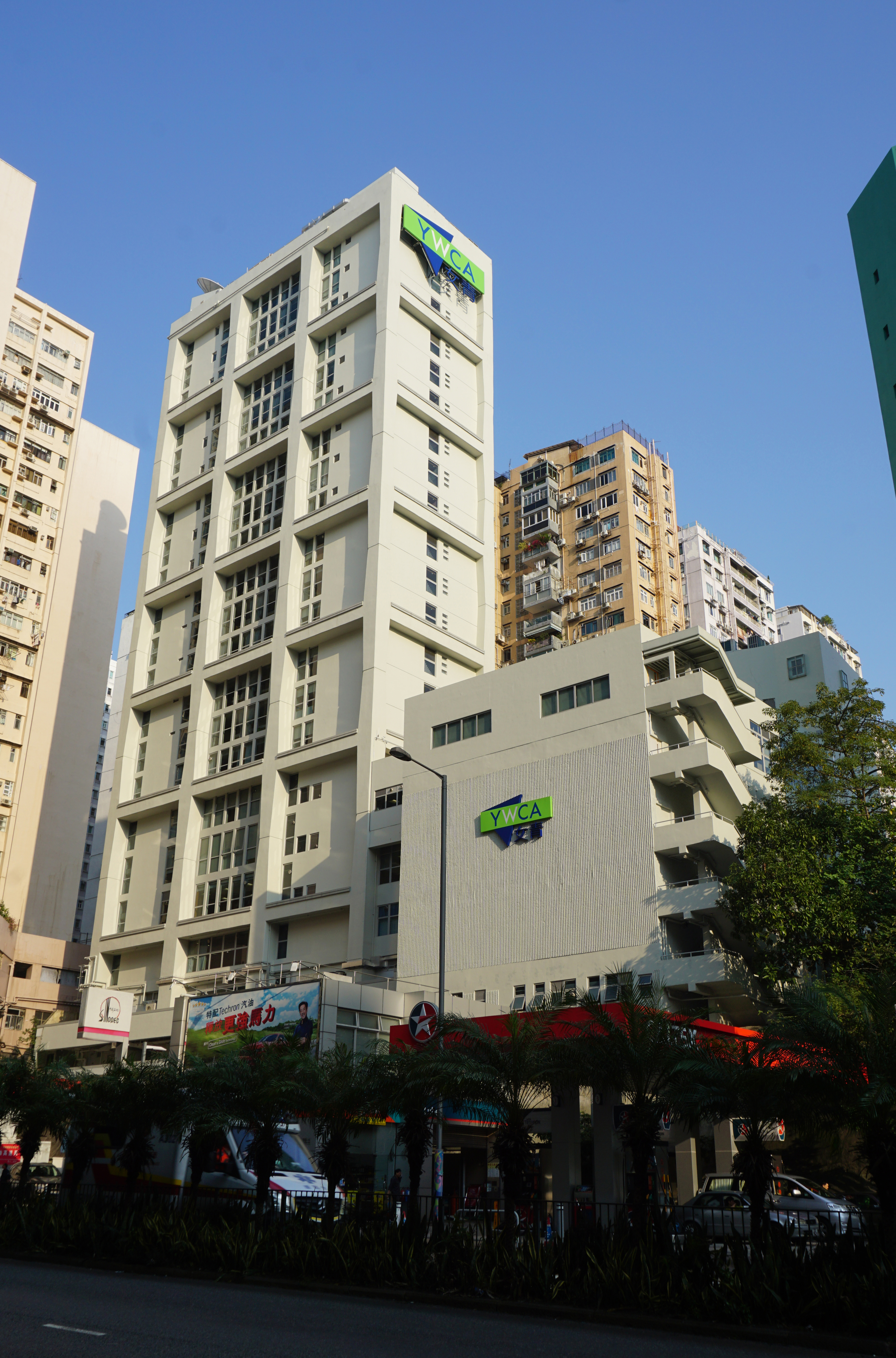
改建完成的峰景軒酒店西面

峰景軒（英語：Summit View Kowloon），前稱女青年會柏顏露斯賓館（英語：The Anne Black - YWCA），位處於香港九龍何文田文福道5號，於1970年落成，是基督教女青年會在香港經營的四間酒店之一，屬三星級的酒店，設有169間客房。由於價錢大眾化，而且鄰近廣華醫院，酒店曾以簡體字編制分娩住宿套票的宣傳單張，事件被傳媒於2012年揭發，為免協助中國大陸雙非孕婦來港產子之嫌，該服務已無限期停止。賓館於2014年下半年停業。

## 改建
城規會在2010年通過該會所的改建申請，20層高的賓館改建為服務中心連酒店。峰景軒的1至5樓，提供體育館、物理治療室、長者日間護理中心等社福服務。而6至20樓，則化身成提供近150間房間的酒店，分別提供標準、高級及豪華客房，初步定價約700至800元一晚，並提升至四星級酒店水準。酒店於2018年開業。

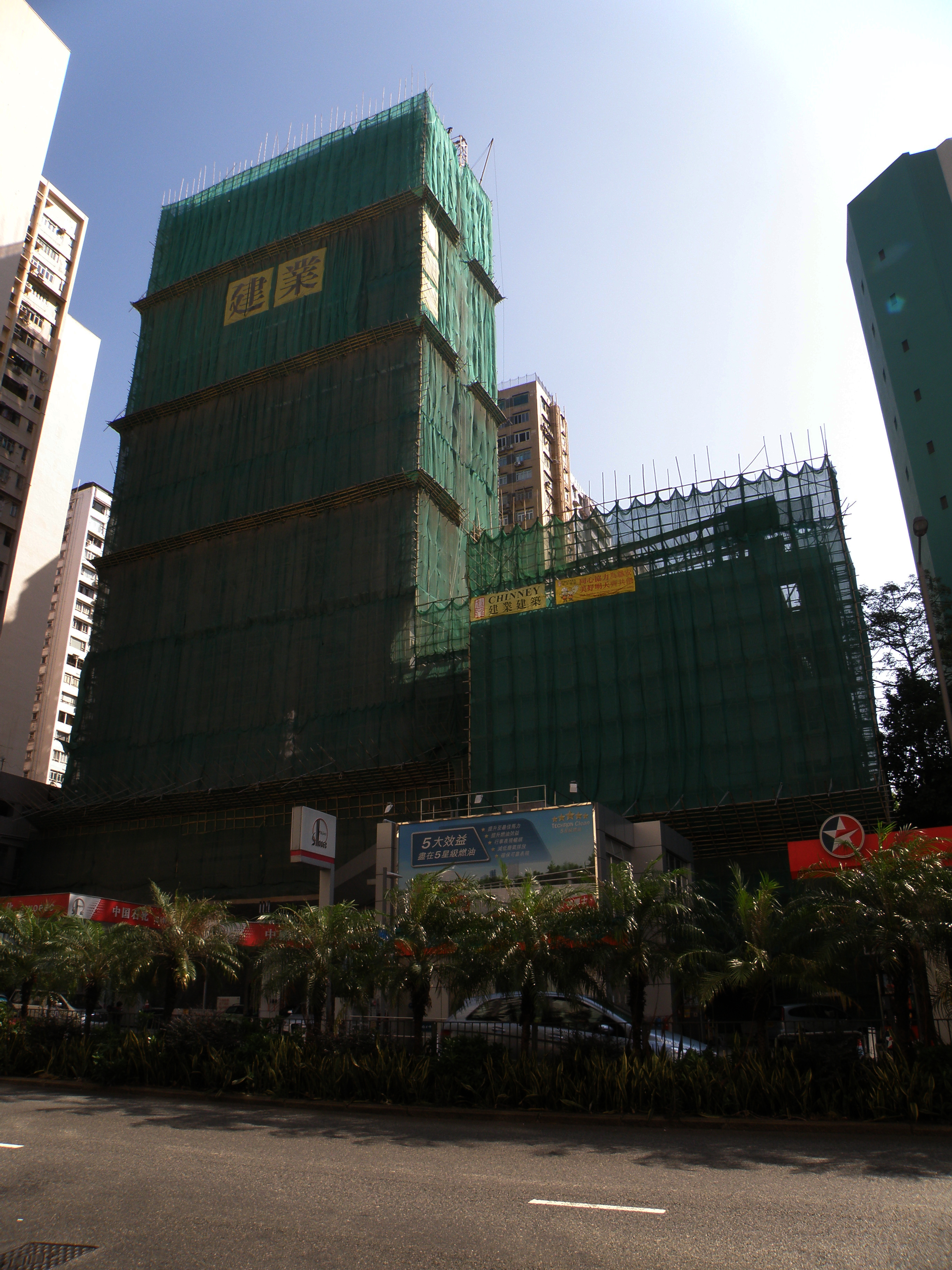
改建中的峰景軒
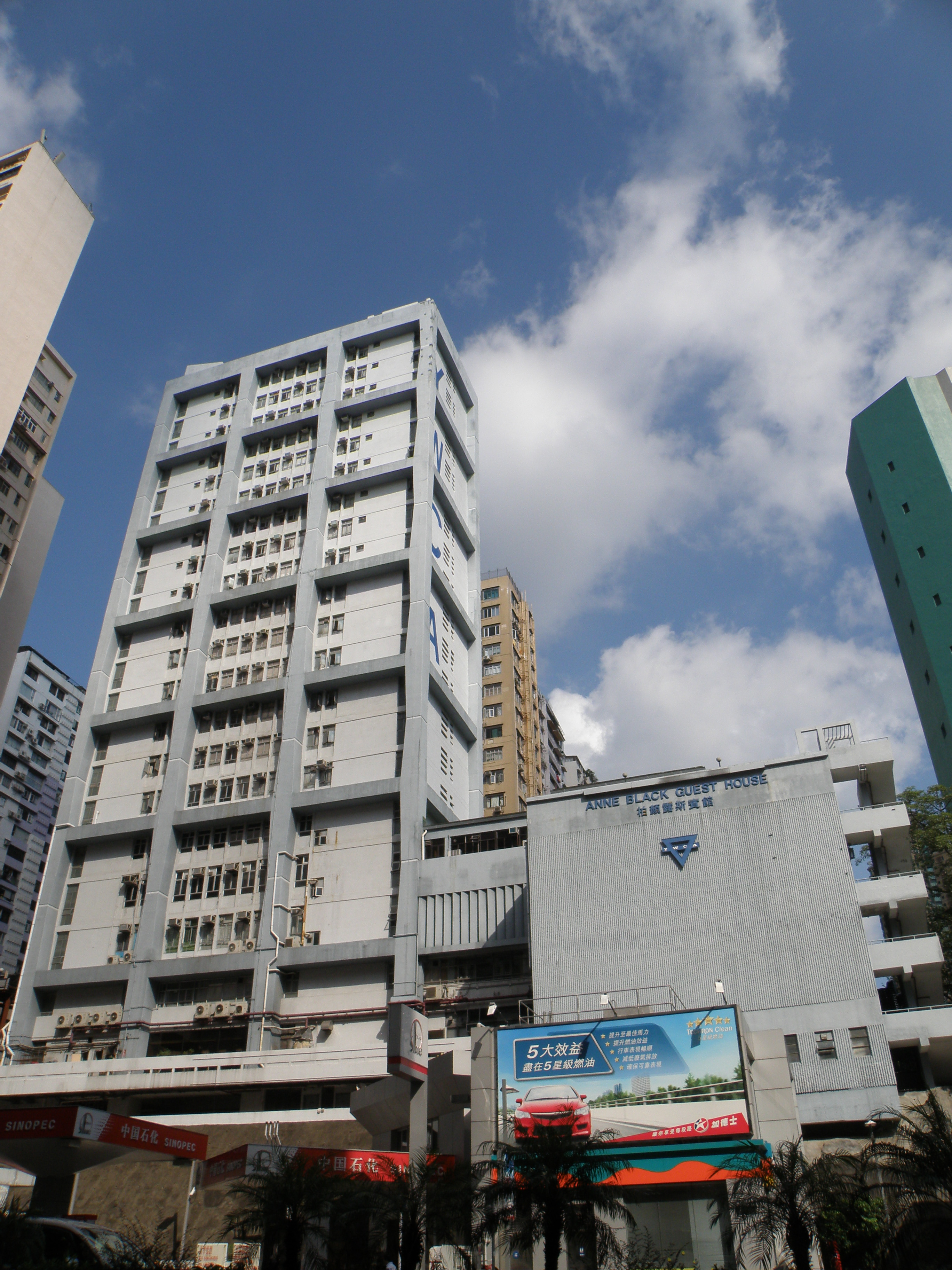
改建前的女青年會柏顏露斯賓館西面
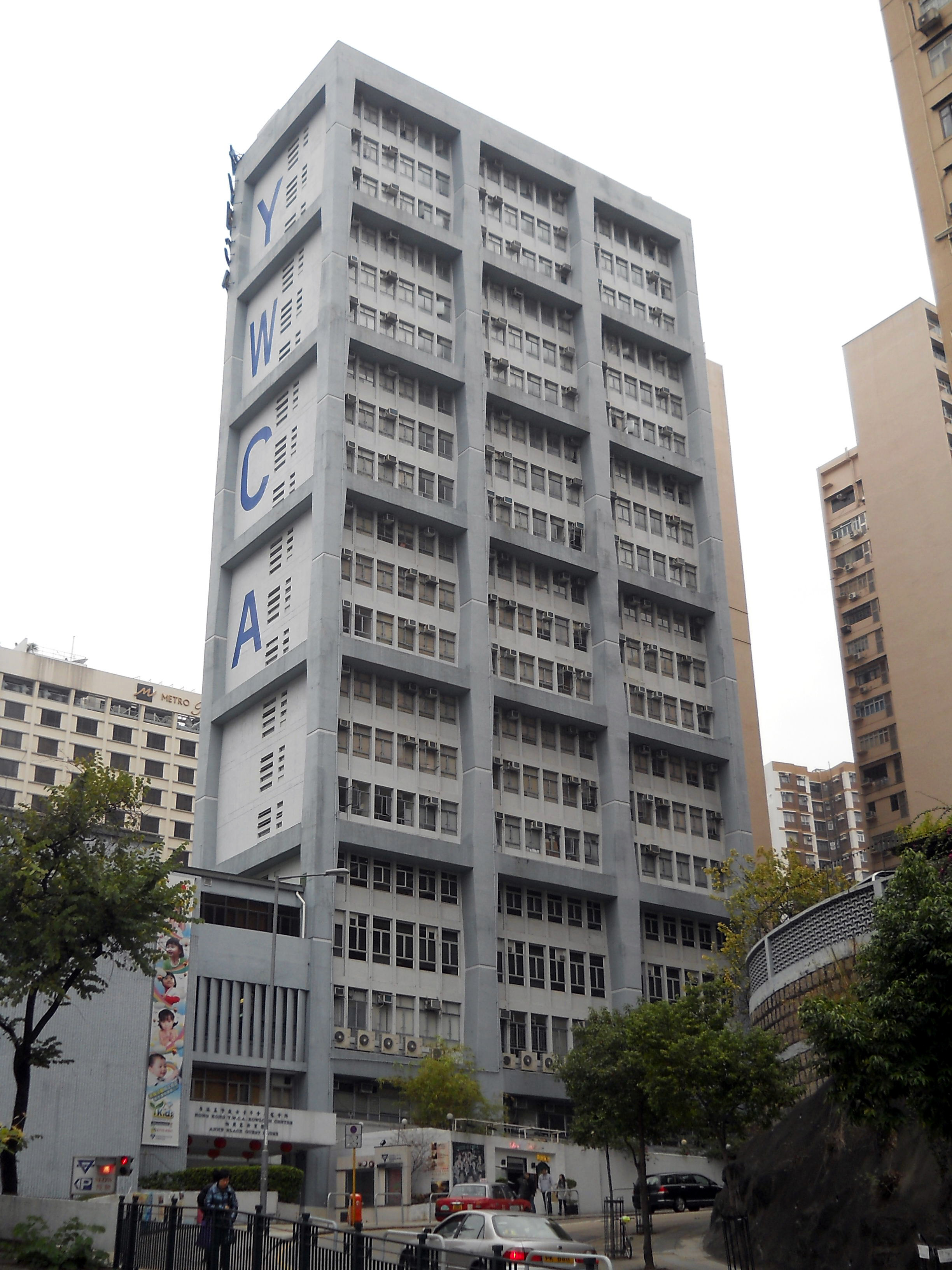
改建前的女青年會柏顏露斯賓館東面及正門入口

## 毗鄰
- 九龍公共圖書館
- 九龍維景酒店
- 香港培正小學
- 廣華醫院

## 外部連結
- 官方網頁 （页面存档备份，存于）